# Meteoritul Hoba
Meteoritul Hoba (de asemenea cunoscut ca Hoba West) este un meteorit care se află la ferma "Hoba West" (Coordonate:19°35′32.9″S 17°56′1.2″E / 19.592472°S 17.933667°E), nu departe de Grootfontein, în regiunea Otjozondjupa din Namibia.

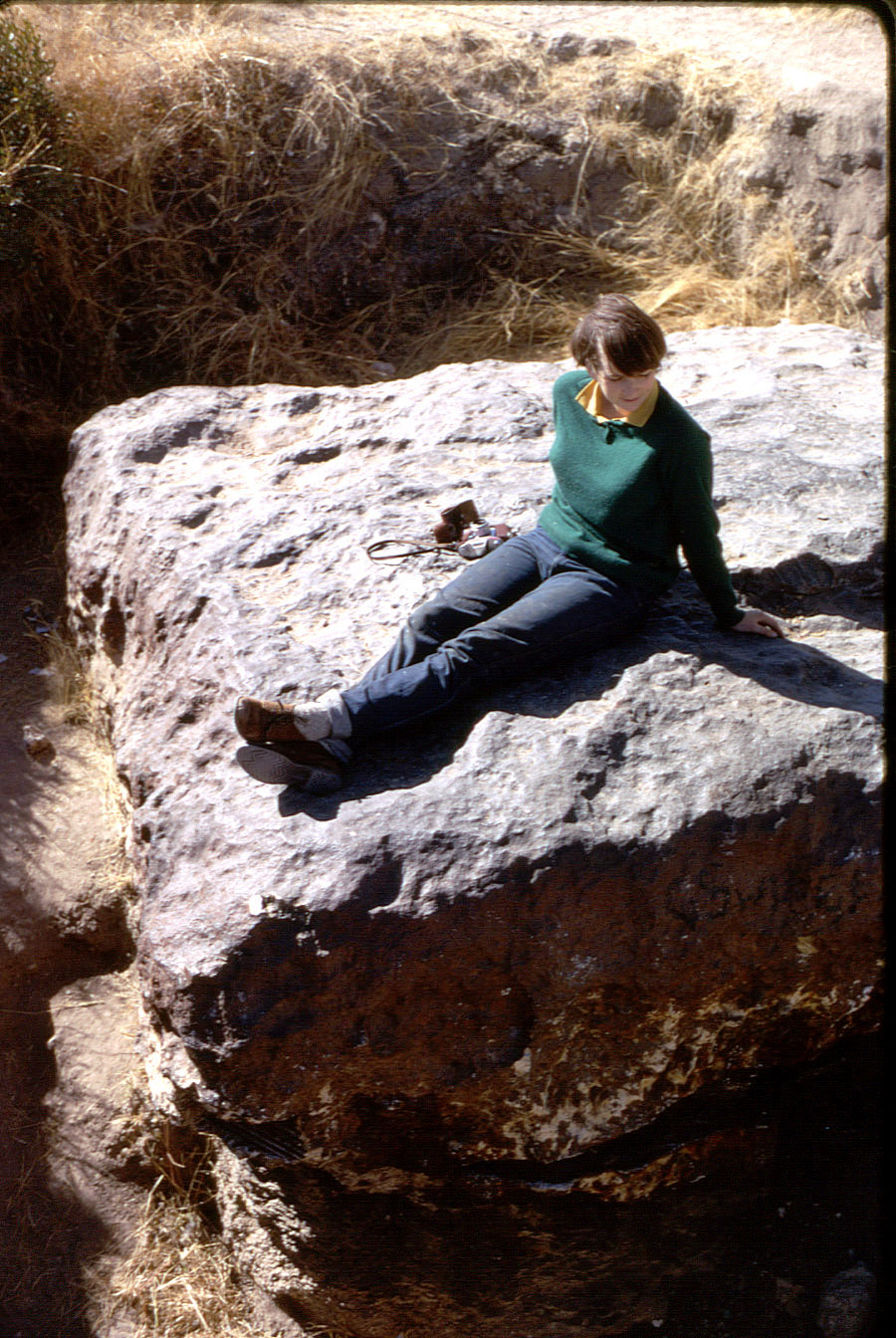
Meteoritul Hoba în 1967.

După descoperirea sa, din cauza masei sale mari, nu a fost niciodată mutat de unde a căzut. Masa principală este estimată la peste 60 de tone, și este cel mai mare meteorit cunoscut (ca o singură bucată), precum și cea mai masivă bucată de fier naturală cunoscută la suprafața Pământului.

## Căderea

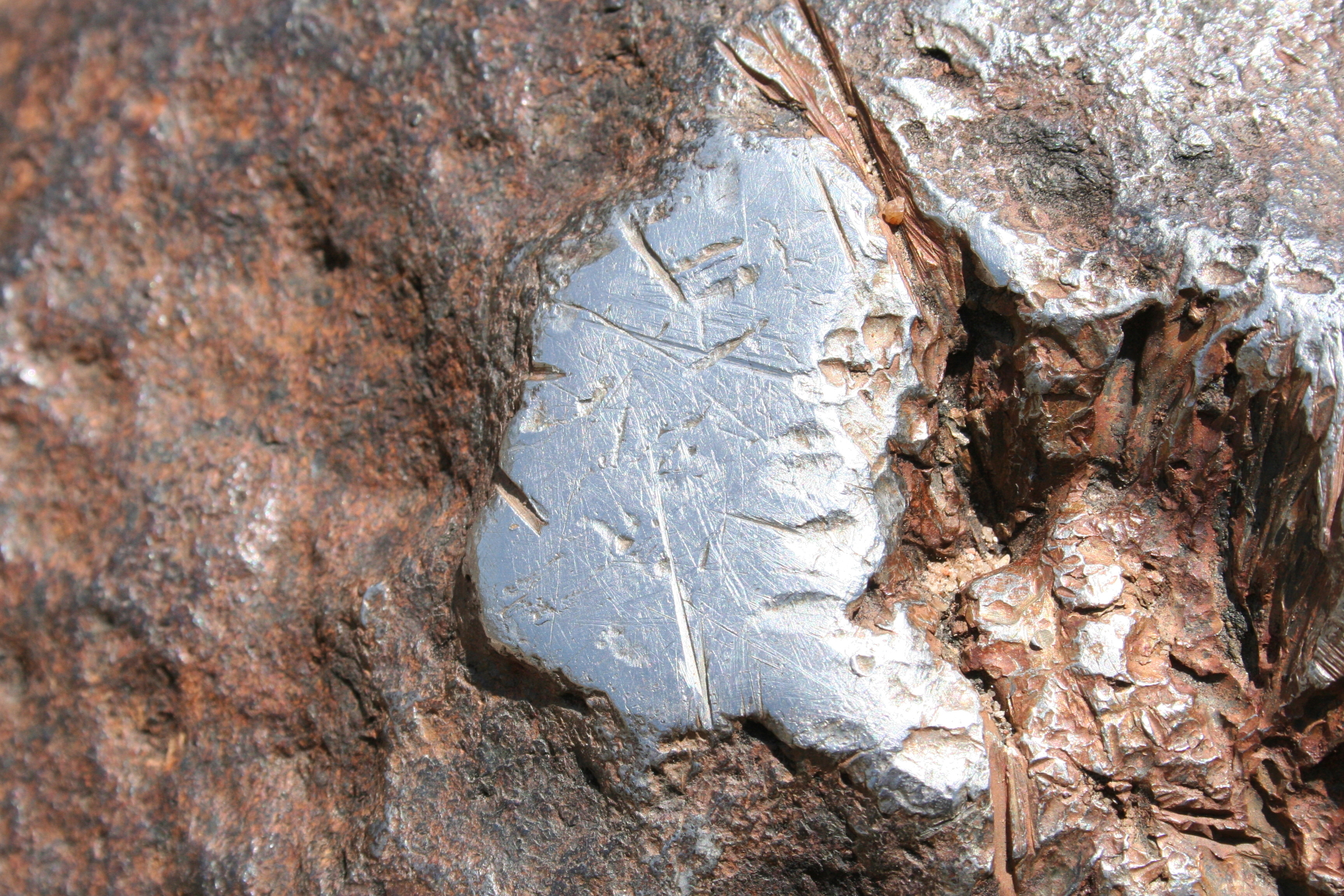
Urme de vandalism ale meteoritului Hoba

Meteoritul Hoba se crede că a căzut cu mai mult de 80.000 de ani în urmă. Se crede că atmosfera Pământului a încetinit obiectul până la o viteză mică (aproximativ 320 m/s), rămânând astfel intact și cauzând o excavare mică. Meteoritul este neobișnuit în faptul că este plat pe ambele suprafețe mari, este posibil ca meteoritul să se fi lovit de atmosfera superioară exact cum sare o piatră plată pe apă.

## Descoperirea

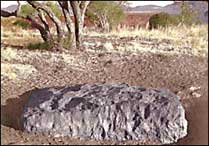
Meteoritul Hoba înainte de construirea treptelor circulare

Meteoritul Hoba nu a avut craterul conservat și descoperirea sa a fost un eveniment întâmplător. Proprietarul terenului a spus că a găsit obiectul în timp ce ara câmpul cu un bou. În timpul ce ara, agricultorul a auzit un puternic sunet metalic, înainte ca plugul său să se oprească brusc. Meteoritul a fost excavat la scurt timp după, identificat și descris de către omul de știință britanic Jacobus Hermanus, al cărui raport a fost publicat în 1920. Acest raport poate fi accesat la Muzeul Grootfontein din Namibia.

## Descriere și compoziție
Meteoritul Hoba este format din metal, și măsoară 2,7 metri pe 2,7 metri pe 0,9 metri. În 1920 masa sa a fost estimată la 66 de tone. Eroziunea, prelevarea de probe științifice și vandalismul au redus volumul acestuia de-a lungul anilor. Masa rămasă este în prezent estimată la puțin peste 60 de tone. Meteoritul este compus din fier (aproximativ 84%) și nichel (aproximativ 16%), cu urme de cobalt. O coajă de hidroxizi de fier este prezentă la nivel local pe suprafață, din cauza intemperiilor.

## Istoria modernă

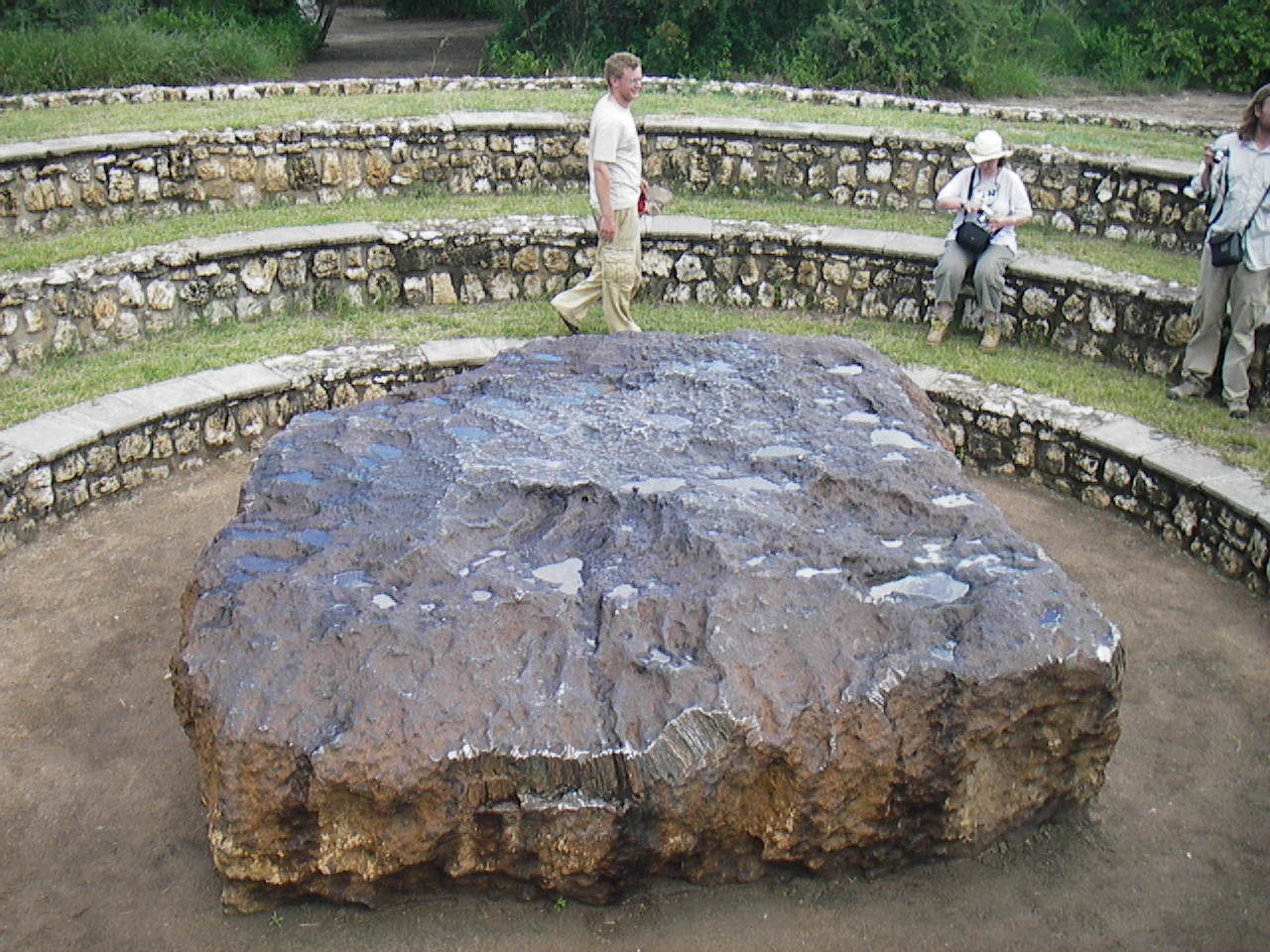
Meteoritul Hoba în 2006

În încercarea de a controla vandalismul, Guvernul din Namibia (pe atunci Africa de Sud-Vest), a declarat meteoritul Hoba monument național pe 15 martie 1955, cu permisiunea doamnei O. Scheel care era proprietarul fermei în acel moment.

 
În 1985, "Rossing Uraniu Ltd." a pus resurse și fonduri la dispoziția guvernului Namibiei pentru a oferi o protecție suplimentară împotriva vandalismului. În 1987, domnul J. Engelbrecht, proprietarul fermei "Hoba West", a donat meteoritul, precum și locul în care se află la stat pentru scopuri "educative". Mai târziu în același an, Guvernul a deschis un centru turistic. Ca urmare a acestor evoluții, vandalizarea meteoritului Hoba a încetat și acum este vizitat de mii de turiști în fiecare an.

## Galerie imagini

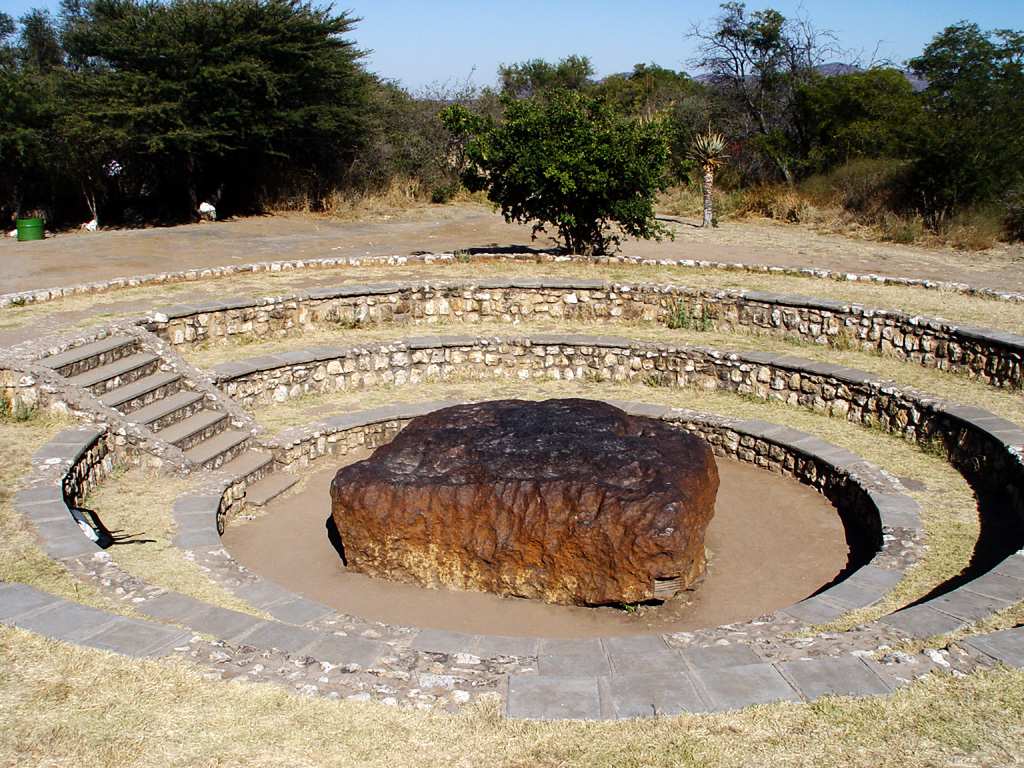
Meteoritul Hoba
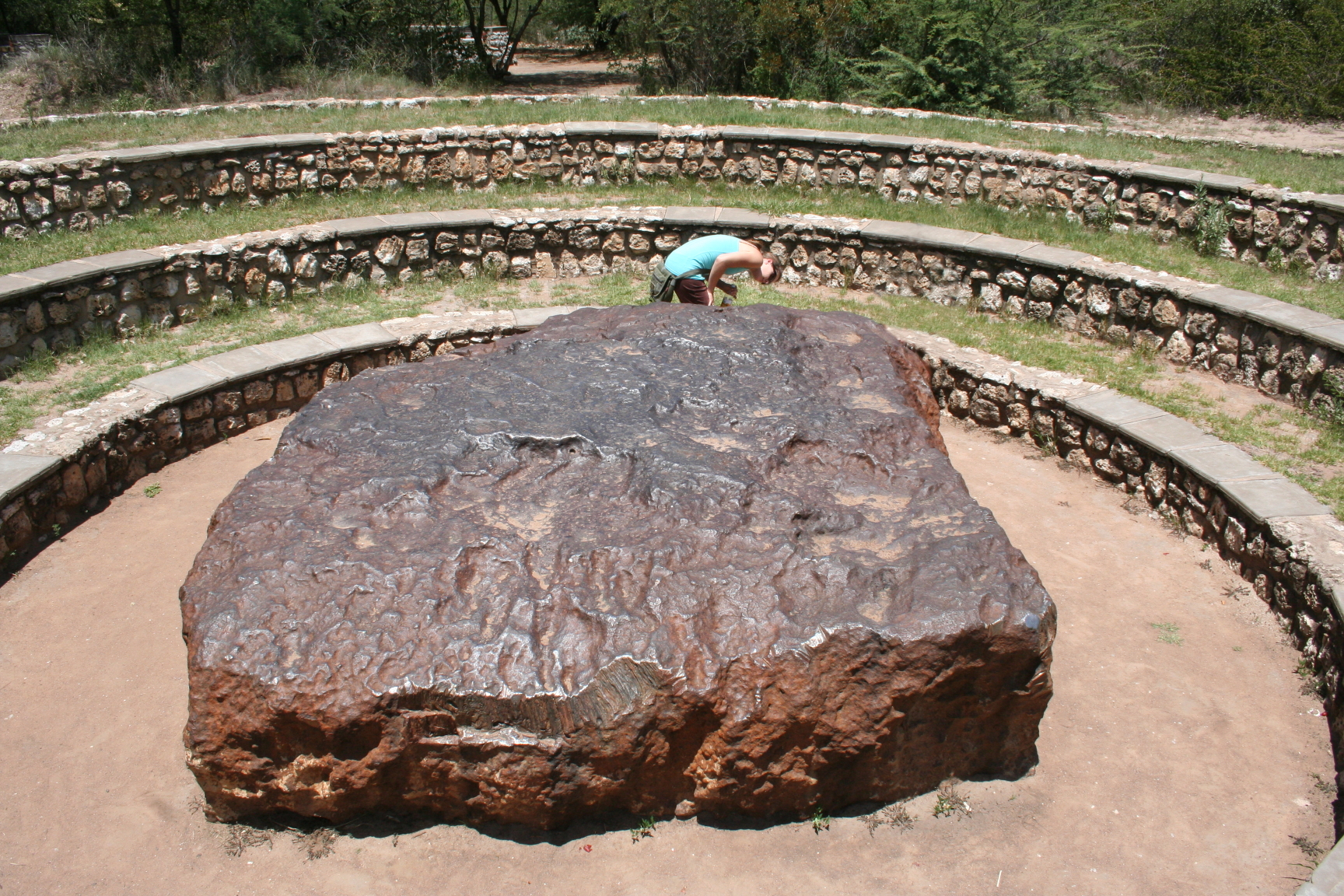
Meteoritul Hoba 2007
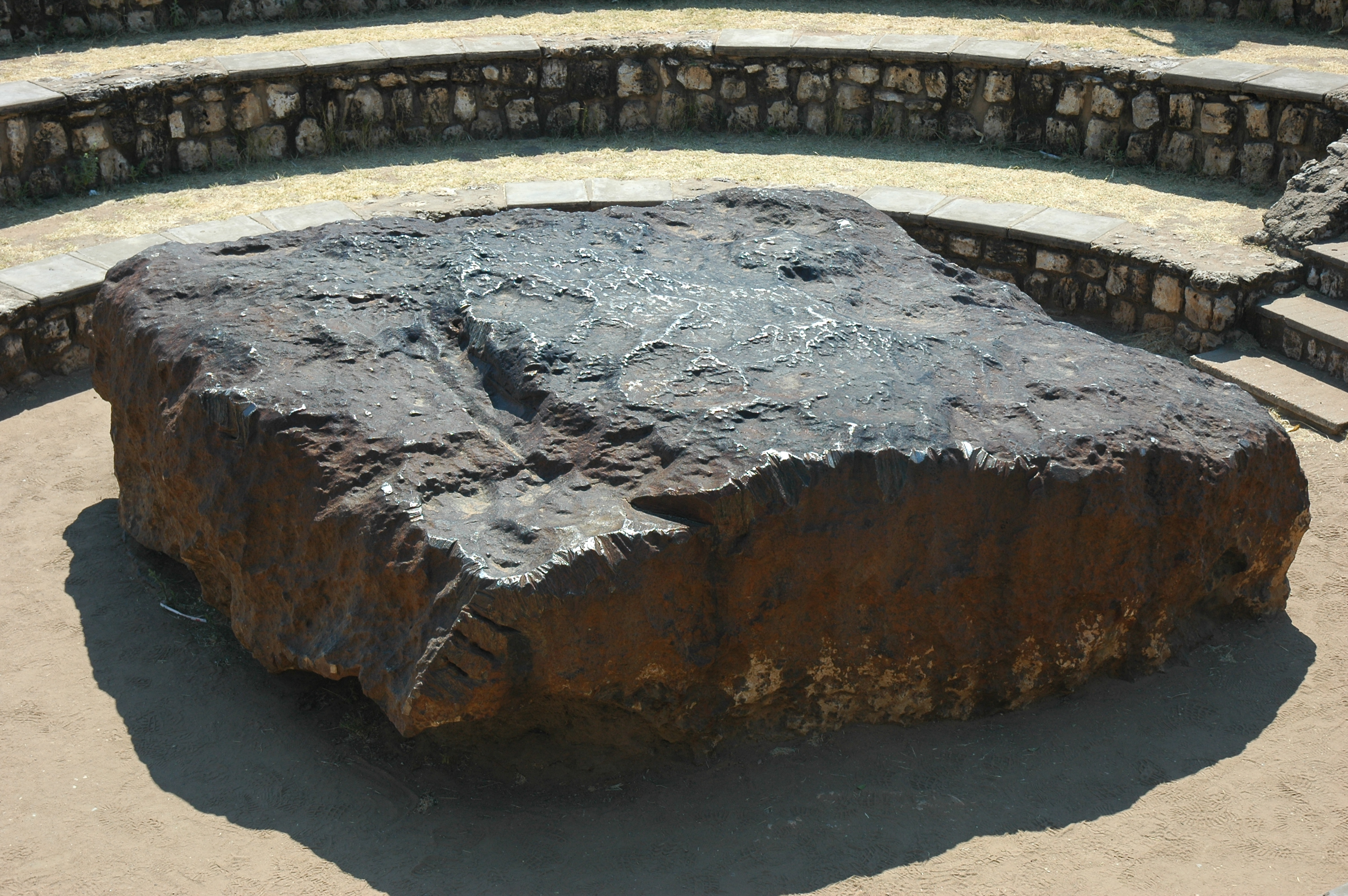
Vedere
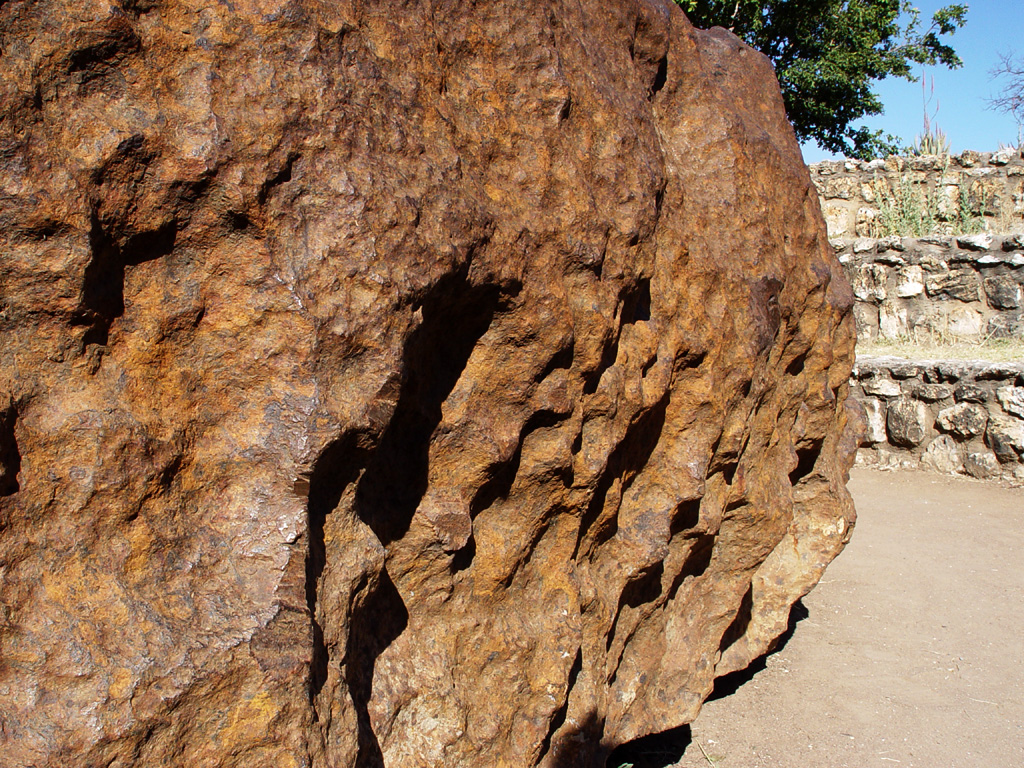
Detaliu meteorit